# Will Mallory
William Mallory (Jacksonville, Florida; 22 de junio de 1999) más conocido como Will Mallory, es un jugador profesional estadounidense de fútbol americano, se desempeña en la posición de tight end en Indianapolis Colts, en la National Football League (NFL).

## Carrera
Hizo su debut profesional con el equipo Indianapolis Colts, lleva jugando una temporada, comenzó en el 2023.